# Conospermum ericifolium
Conospermum ericifolium (лат.) — кустарник, вид рода Коноспермум (Conospermum) семейства Протейные (Proteaceae), произрастает в восточной Австралии.

## Ботаническое описание

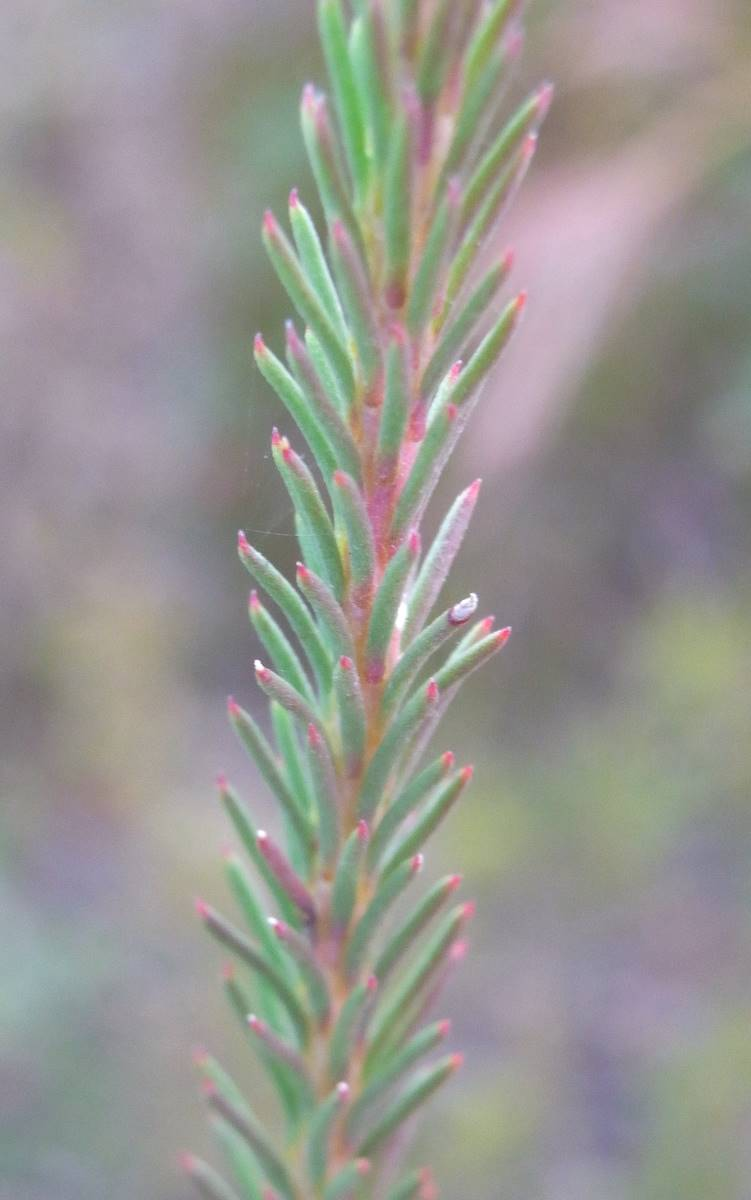
Листья (Ку-ринг-гаи-Чейз)

Conospermum ericifolium — прямостоячий кустарник высотой до 1,5 м. Листья линейные, круглые, длиной 8-15 мм, шириной 0,5-1 мм, прижатые, опушённые, гладкие; верхушка острая. Соцветие — метёлка шиповидных головок или густой колос. Цветоножка 14-46 мм длиной, опушённая; прицветники длиной 2,8-3,4 мм, шириной 1,75-2,5 мм, с разбросанными волосками. Околоцветник белый, опушённый; трубка длиной 4-5 мм; верхняя губа мешковидная, длиной 1,5-1,8 мм, шириной 1,6-2 мм, волосистая, с загнутой вершиной; нижняя губа объединена на 0,75-1 мм; лопасти 1,2-1,6 мм длиной, 0,6-0,8 мм шириной, волосистые. Плод — орех длиной 2,25-2,75 мм, шириной 2,4-2,75 мм, золотистый с золотистыми волосками по окружности 1,2-2 мм длиной.

## Таксономия
Хирург Джон Уайт собрал это небольшое растение в конце XVIII века недалеко от Сиднея. Впервые этот вид был описан ботаником Джеймсом Эдвардом Смитом в 1807 году в Rees’s Cyclopædia.

## Распространение и местообитание
Conospermum ericifolium — эндемик восточной Западной Австралии. Растёт в сухих эвкалиптовых лесах или пустошах. В основном встречается в районе Сиднея, хотя отдельные растения встречаются дальше на юг до залива Джервис. Цветение с конца зимы до весны.